# Pivovar Židlochovice
Pivovar Židlochovice stával v městečku Židlochovice nedaleko Brna, v blízkosti zámku a současné Nádražní ulice, poblíž řeky Svratky.

## Historie
V roce 1508 prodal Ladislav z Boskovic městečko Židlochovice spolu s Blučinou, Unkovicemi a Kovalovem (v té době se už jednalo o pustou obec) Vilému II. z Pernštejna. A právě někdy v této době - přesné datum neznáme – se zde začalo vařit pivo. Příchod Pernštejnů znamenal nejen rozvoj vinařství a rybníkářství v oblasti, ale také výstavbu pivovaru. Ten nechal postavit pravděpodobně Jan IV. z Pernštejna roku 1548. Dne 23. března 1559 udělil Vratislav II. z Pernštejna várečné právo nedaleké Blučině. Listina zároveň potvrzuje existenci pivovaru v Židlochovicích. Navíc také určuje výsostné právo vývozu v panství. Ve stejný den navíc vydal obdobnou listinu pro Nosislav, kde ovšem pivovar zanikl za třicetileté války. Později Vratislav z Pernštejna prodal Židlochovice Janovi Ždánskému ze Zástřizl. V roce 1592 určil Fridrich ze Žerotína městečku nové podmínky robot, mezi které patřila povinnost odebírat pivo z vrchnostenského pivovaru. Spotřeba piva byla kolísavá – v roce 1556 se jednalo o 320 sudů, v roce 1588 270 sudů, v roce 1599 318 sudů a v roce 1611 448 sudů. Ve druhé polovině 19. století byl pivovar pronajímán. V roce 1873 došlo k ukončení provozu. Dnes na místě budovy pivovaru stojí sokolovna.